# Gabriel Charles Deneux

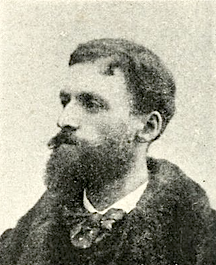
Gabriel-Charles Deneu

Gabriel Charles Deneux (* 8. September 1856 in Paris; † 1926 ebenda) war ein französischer Maler.

## Leben
Deneux studierte Kunst an der École des Beaux-Arts und war dort Schüler von Alexandre Cabanel und Jean-Léon Gérôme. Mit deren Unterstützung wurde er 1880 erstmals zur großen – jährlich stattfindenden – Ausstellung des Salon de Paris eingeladen. Dieses Debüt war für Deneux kein wirklicher Erfolg, aber er war fortan für viele Jahre regelmäßig bei den öffentlichen Ausstellungen seiner Heimatstadt zu sehen. 

## Werke (Auswahl)
Bilder
- Batteur de beurre à Pont-Aven.
- Le marché du Beylick à Tlemcen.
- Enterrement de jeune fille.
- La via Empedocle à Catania.
- Kairouan.
- La procession de Saint Fiacre à Honfleur.

Bücher
- Une peinture inaltérable. Paris 1890.